# جورج هكتور
جورج هكتور (بالفرنسية: Georges Hector)‏ هو رسام هايتي، ولد في 1939 في بيتيت ريفيري دي أرتيبونيت في هايتي، وتوفي في 1990.